# Digby—Yarmouth
Pour les articles homonymes, voir Digby et Yarmouth.
Digby—Yarmouth fut une circonscription électorale fédérale de Nouvelle-Écosse. La circonscription fut représentée de 1949 à 1953.
La circonscription a été créée d'abord en 1947 d'une partie de Digby—Annapolis—Kings et de Shelburne—Yarmouth—Clare. Abolie en 1952, elle fut redistribuée parmi Digby—Annapolis—Kings et Shelburne—Yarmouth—Clare.

## Géographie
En 1947, la circonscription de Digby—Yarmouth comprenait :
- Le comté de Digby
- Le comté de Yarmouth

## Député
1. 1949-1953 — Thomas Andrew Murray Kirk, PLC

- PLC = Parti libéral du Canada